# Đô thị đại học
Khái niệm đô thị đại học theo cách nhìn nhận chung trên các nghiên cứu của thế giới có hai cách hiểu chính
1/ Một đô thị (tổ chức hành chính cụ thể) có trụ sở chính của một hay nhiều nhà trường ĐH, trong đó tỉ trọng SV hay giảng viên/cán bộ khoa học/nhân viên làm việc cho các cơ sở GD ĐH phải chiếm tỉ lệ đáng kể;
2/ Một đô thị có các trường đại học và toàn bộ cuộc sống đô thị (thể hiện qua các loại hình dịch vụ) tập trung vào phục vụ các hoạt động của các trường đại học trên địa bàn.
Như vậy  có 2 chủ thể chính trong một đô thị đại học là: 1/ Đô thị (có tư cách pháp lí rõ ràng) như thị trấn hay thành phố; 2/ Một hay nhiều cơ sở GD ĐH nằm trong địa giới hành chính của đô thị đã nêu. Trong quan hệ giữa 2 chủ thể đó, vai trò của nhà trường ĐH đối với thành phố/thị trấn và SV đối với dân cư tại chỗ luôn là vấn đề cần được quan tâm. Quan hệ giữa các cơ sở GD ĐH trong cùng đô thị ĐH cũng có thể có ý nghĩa nhất định khi xem xét, đánh giá sự đóng góp của các cơ sở GD ĐH đến sự phát triển kinh tế - xã hội địa phương, khu vực và quốc gia vì với mỗi loại hình cơ sở GD ĐH sẽ có những liên kết và tầm ảnh hưởng kinh tế khác nhau.
Cách hiểu của Việt Nam về đô thị đại học hiện nay vẫn mang tính khép kín về công năng và quản lí, chưa để ý nhiều đến sự tương tác của các bộ phận cấu phần với các hoạt động kinh tế - xã hội khác bên ngoài nhà trường đại học. Các nhà quản lí và quy hoạch quan tâm nhiều nhất đến các chức năng giáo dục và dịch vụ phục vụ sinh viên  và những người đang làm việc bên trong các trường đại học. Các mô tả về đô thị đại học ở Việt Nam chưa nhấn vào khía cạnh thể chế pháp lí đô thị của đô thị ĐH.
Những định nghĩa có khác có liên quan cần bổ sung: làng sinh viên, làng đại học, chuỗi đô thị đại học,...